# سیارک ۲۴۱۵
سیارک ۲۴۱۵ (به انگلیسی: 2415 Ganesa، نامگذاری:1978UJ) دو هزار و چهارصد و پانزدهمین سیارک کشف شده‌است که در ۲۸ اکتبر ۱۹۷۸ کشف شد.
قدر مطلق سیارک برابر ۱۲٫۰۰ است.